# Hypolimnas pithoeka
Hypolimnas pithoeka är en fjärilsart som beskrevs av Kirsch 1877. Hypolimnas pithoeka ingår i släktet Hypolimnas och familjen praktfjärilar. Inga underarter finns listade i Catalogue of Life.